# Кадыровы
Кады́ровы — чеченский род из тайпа Беной, к которому принадлежат президенты Чеченской Республики Ахмат Кадыров (2000 — 2004) и Рамзан Кадыров (с 2007). Представители этой семьи занимают и многие другие важные посты в регионе.

## История рода
Кадыровы принадлежат к одному из самых многочисленных чеченских тайпов — Беной, а их родовым селом является Центарой. В СМИ Кадыровых называют «старинной богословской семьёй». Богословом был, в частности, Абдулхамид Кадыров (1920—2008), который вместе с остальными чеченцами был депортирован в 1940-е годы в Казахстан, а позже вернулся на родину. Один из трёх его сыновей, Ахмат (1951—2004), родившийся в Караганде, в 1995 году стал муфтием Чеченской Республики Ичкерия при Джохаре Дудаеве, в 1999 году перешёл на сторону России, в 2000 году стал временным главой администрации республики, а в 2003 году был избран президентом Чечни. В 2004 году Ахмат Кадыров погиб в результате теракта. Его старший сын Зелимхан умер от болезни через несколько недель. 
Второй сын, Рамзан, в 2005 году возглавил правительство Чечни, в 2007 году был избран президентом. За время его правления Кадыровы и их родственники заняли многие важные посты в регионе. Так, двоюродный племянник главы Чечни Ислам Кадыров был заместителем председателя правительства, министром по земельным и имущественным отношениям, мэром Грозного; сестра, Зулай Кадырова, стала заместителем управделами, её муж, Салман Закриев — первым вице-спикером парламента, муж второй сестры, Рамзан Черхигов, — министром транспорта и связи, племянник, Идрис Черхигов, — главой Совета безопасности республики, а потом главой Курчалоевского района, другой племянник, Хамзат Кадыров, — министром спорта. Дочь Рамзана Кадырова, Айшат, в 2020 году заняла должность первого заместителя министра культуры, а в 2021 году стала министром.

## Генеалогия
Абдулхамид Кадыров (1920—2008);
- Ахмат Кадыров (1951—2004), жена — Аймани Кадырова;
  - Зарган Кадырова (родилась в 1971), муж — Рамзан Черхигов;
    - Идрис Черхигов;

  - Зулай Кадырова (родилась в 1972), муж — Салман Закриев;
    - Ибрагим Закриев;
    - Ясин Закриев;

  - Зелимхан Кадыров (1974—2004);
    - Хамзат Кадыров;
      - Турпал-Али Кадыров;

  - Рамзан Кадыров (родился в 1976), жена — Медни Айдамирова;
    - Айшат Кадырова (родилась в 1998), муж — Висхан Мацуев[4];
    - Хадижат Кадырова (родилась в 2000)[5];
    - Хеди Кадырова (родилась в 2002);
    - Табарик Кадырова (родилась в 2004);
    - Ахмат Кадыров (родился в 2005);
    - Зелимхан Кадыров (родился в 2006);
    - Адам Кадыров (родился в 2007);
    - Ашура Кадырова (родилась в 2012);
    - Эйшат Кадырова (родилась в 2015);
    - Абдуллах Кадыров (родился в 2016).